# エラ (バンド)
エラ（英: ERRA）は、アメリカのプログレッシヴ・メタルコア・バンド。2009年にアラバマ州バーミングハムで結成。

## 略歴
2009年にアラバマ州バーミンガムで高校の友人同士で結成。バンド名はバビロニア神話に登場する同名の神から名付けられた。同年にセルフタイトルEP、2010年にEP『Andromeda』を自主制作でリリース。
2010年末に1作目のスタジオ・アルバム『インパルス』をアメリカのインディ・レーベル「トラジック・ヒーロー・レコード」から発売し、ボーン・オブ・オシリスらとともにツアーを行った。2013年に2作目のアルバム『Augment』を発売。
トラジック・ヒーローとの契約が終了し、2014年半ばにスメリアン・レコードと契約。同年11月にEP『Moments of Clarity』、2016年に3作目のアルバム『Drift』、2018年に4作目のアルバム『Neon』をスメリアンから発売。『Drift』、『Neon』はトップ・ヒートシーカーズで1位を獲得。
2020年8月にスメリアンとの契約を終了し、オーストラリアのインディ・レーベル「UNFD」と契約したことを発表。2021年にセルフタイトル・アルバム『ERRA』、2024年に5作目のアルバム『Cure』をUNFDから発売。

## 音楽性
音楽的影響として、メシュガー、オーガスト・バーンズ・レッド、ミザリー・シグナルズ、ボーン・オブ・オシリス、セイオシン、ゴジラ、トゥールを挙げ、自分たちのスタイルを「メロディック・アンビエント」と称している。
的確な変拍子に対応するテクニカルさと、ポスト・ハードコア的なクリーン・ボーカルを取り入れたメロディアスな要素を併せ持ったスタイルが特徴。

## メンバー
- Jesse Cash – ボーカル、ギター、ベース (2009年 – )
- J.T. Cavey – スクリームボーカル (2016年 – )
- Clint Tustin – ギター (2023年 – )
- Conor Hesse – ベース (2016年 – )
- Alex Ballew – ドラム (2009年 – )

### ツアー・メンバー
- Trey Celaya – ベース (2015年)
- Blakeley Townson – ベース (2015年 –2016年)
- Dustin Davidson – ギター (2021年)

### 旧メンバー
- Adam Hicks – ベース (2009年 –2012年)
- Garrison Lee – スクリームボーカル (2009年 –2014年)
- Alan Rigdon – ギター (2009年 –2014年)
- Ian Eubanks – スクリームボーカル (2014年 –2015年)
- Sean Price – ギター、ベース (2012年 –2022年)

## ディスコグラフィー

### スタジオ・アルバム
- インパルス - Impulse (2011年、Tragic Hero)[7]
- Augment (2013年、Tragic Hero)
- Drift (2016年、Sumerian)
- Neon (2018年、Sumerian)
- ERRA (2021年、UNFD)
- Cure (2024年、UNFD)

### EP
- ERRA (2010年、Independent)
- Andromeda (2010年、Independent)
- Moments of Clarity (2014年、Sumerian)